# Dème de Sélero
Le dème de Sélero, en grec moderne : Δήμος Σελέρου / Dímos Selérou, est un ancien dème et un village de Macédoine-Orientale-et-Thrace, en Grèce. Il est supprimé, en 2010, lorsqu'il est fusionné avec le nouveau dème d'Abdère.
Selon le recensement de 2011, la population du dème compte 4 509 habitants.